# Paul Biya
Paul Biya (13. veljače 1933.), aktualni predsjednik Kameruna. Na dužnosti je od 6. studenoga 1982. Naslijedio je Ahmadoa Ahidja. Rođen je u selu Mvomeka'a kao pripadnik etničke grupe Beti-Pahuin.
Studirao je politiku u Parizu. Vlada kao korumpirani diktator, jer ga je prvi predsjednik sam izabrao za nasljednika. Obnašao je i dužnost premijera od 30. lipnja 1975. do 6. studenoga 1982.

## Privatni život
Rođen je u selu Mvomeka'a u Kamerunu. Studirao je na Generalnom liceju Leclerc, Yaoundé, i u Francuskoj na Lycée Louis-le-Grand, Pariz, otišao je na Institut des hautes études d'Outre-Mer, gdje je diplomirao 1961. godine s visokoškolskom diplomom u javnosti Zakon. Bio je oženjen Jeanne-Irène Biya, koja nije imala djece, iako je usvojila Franck Biya koji je rođen u vezi Paula Biye i druge žene. Nakon što je Jeanne-Irène Biya umrla 1992. godine, Paul Biya se 1994. godine oženio Chantal Biya (37 godina mlađa od njega) i s njom imao još dvoje djece. Dobar je prijatelj s bivšim predsjednikom José Eduardo dos Santos. Katolik je.

## Vladavina
Biya je izabran za predsjednika Kameruna 1984., 1988., 1992., 1997., 2004., 2011. i 2018., ali ostalim strankama je dopušteno da izađu na izbore tek od 1992. Rezultati. Mnogi od ovih izbornih rezultata nazvani su prevarama (postignuti kroz nepravični ili ilegalni način). Mnoge međunarodne organizacije, uključujući Amnesty International, kritizirale su Biyinu vladu zbog ograničavanja slobode naroda Kameruna. Ta pitanja uključuju kontrolu nad medijima (novine i radio i televizijske stanice) i kršenja ljudskih prava. Pristalice Biye ukazuju na stabilnost zemlje i visoku stopu pismenosti. Biya je trenutno najdulje vladajući ne-kraljevski vođa na svijetu i najstariji vladar u subsaharskoj Africi nakon što je Robert Mugabe odstupio tijekom državnog udara Zimbabvea 2017. godine.